# علی‌آباد لوله
روستای علی‌آباد لوله ، روستایی است در دهستان باقران از توابع بخش مرکزی شهرستان بیرجند، واقع در استان خراسان جنوبی که بر اساس سرشماری سال ۱۳۸۵ مرکز آمار ایران، جمعیت آن بالغ بر ۳۸۹ نفر بوده‌است.